# Peter Merian

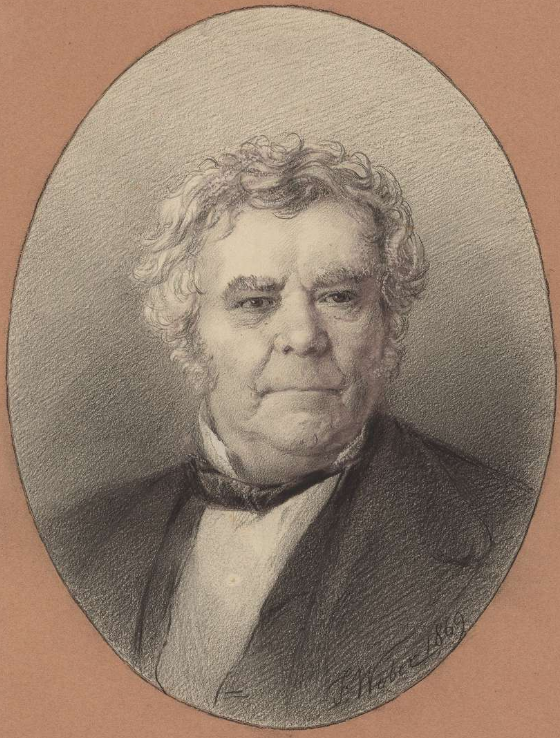
Peter Merian

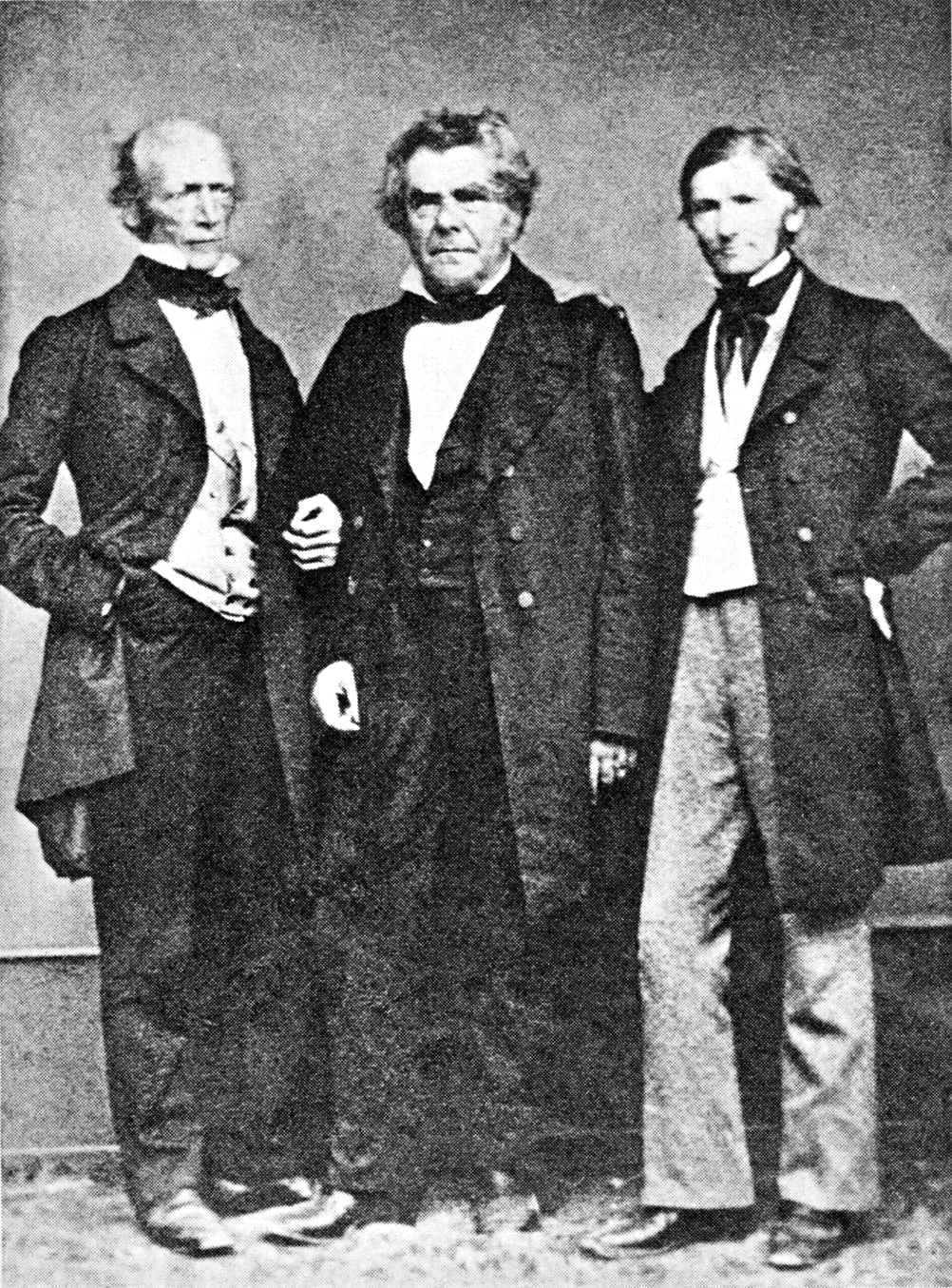
Peter Merian (Mitte) mit seinen Kollegen Arnold Escher von der Linth (links), Professor für Geologie in Zürich und Oswald Heer (rechts), Professor für Naturwissenschaften in Zürich

Peter Merian (* 20. Dezember 1795 in Basel; † 8. Februar 1883 ebenda) war ein Schweizer Naturforscher, Geologe und Politiker.

## Leben

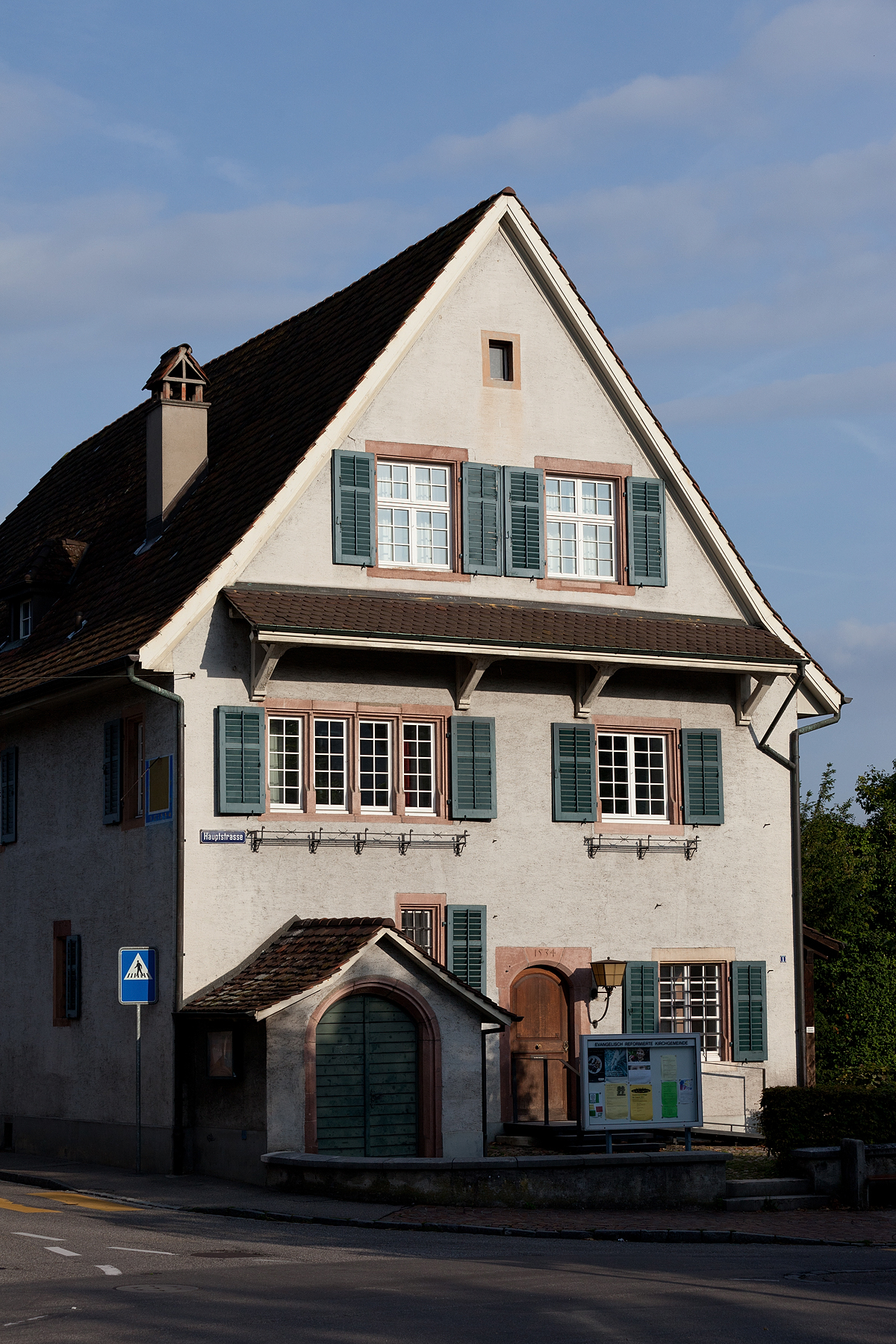
Das Pfarrhaus in Muttenz (2011)

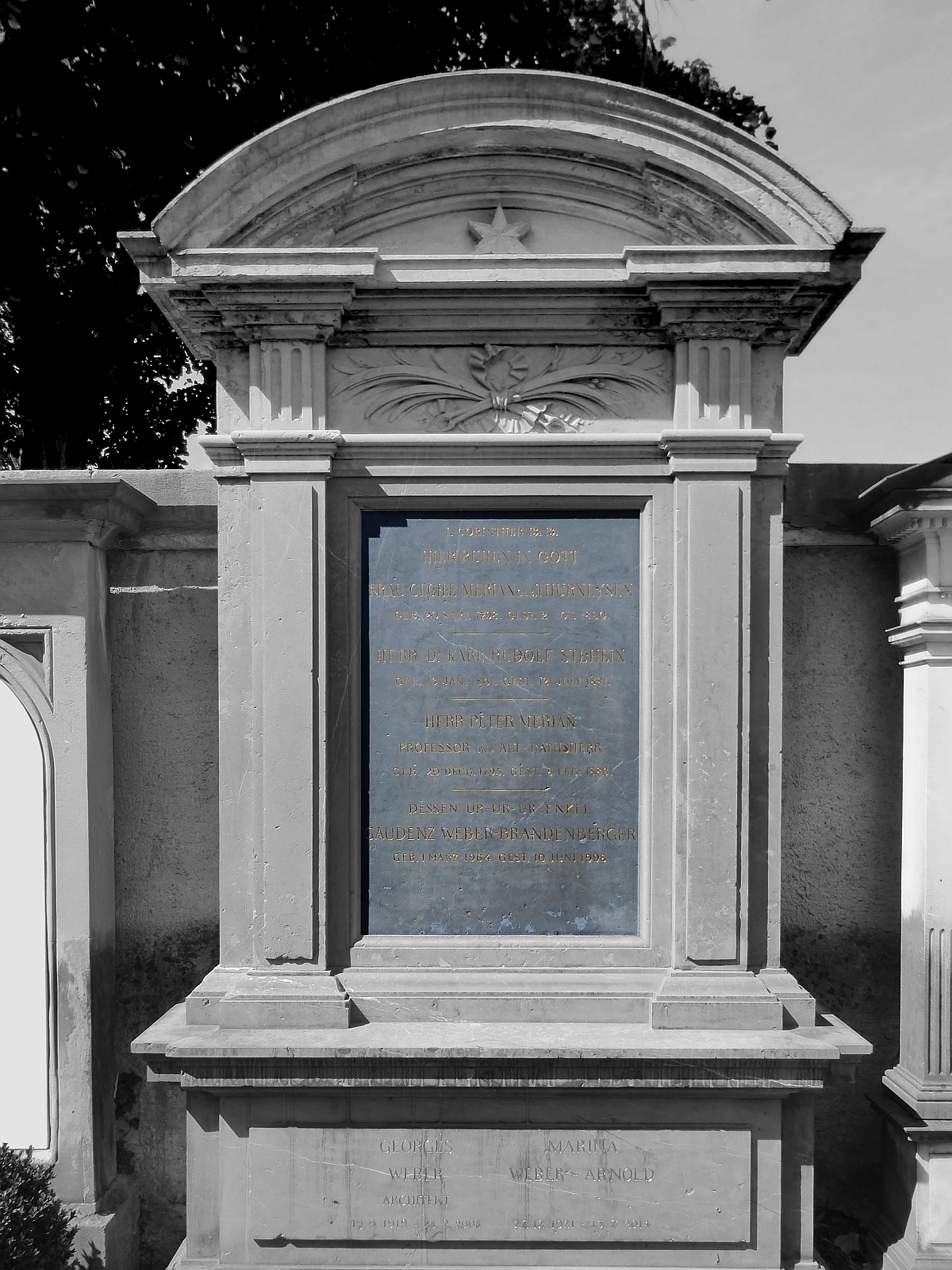
Familiengrab auf dem Friedhof Wolfgottesacker, Basel

Nach seinem ersten Unterricht im Pfarrhaus von Muttenz vom 8. bis 12. Lebensjahre, wo er von dem Pfarrer Christian Bernouilli, einem geachteten Physiker, die erste Anregung zu naturwissenschaftlichen Studien und durch die Nähe des versteinerungsreichen Wartenberges eine Aneiferung zum Sammeln von Naturalien, insbesondere von Petrefacten, tief eingeimpft erhielt. Anschließend besuchte Peter Merian ab 1811 in Basel das Philotechnische Institut von Christoph Bernoulli. Nach dem Studium in Basel und Genf studierte er von 1815 bis 1817 bei Friedrich Hausmann an der Universität Göttingen, hier lehrte u. a. Carl Friedrich Gauß und wo auch seine lebenslange Freundschaft mit Bernhard Studer begann, mit dem er später gemeinsam mit Escher von der Linth ausgedehnte Exkursionen unternahm. 1820 wurde Merian Professor für Physik und Chemie an der Universität Basel, ab 1835 für Geologie und Petrefactenkunde. Dreimal, zuletzt 1860, amtierte er als Rektor. Zudem war er die prägende Persönlichkeit in der Entwicklung des Basler Naturhistorischen Museums. Er führte als erster den Geologenkompass mit dem Klinometer ein. Seinem 1831 erschienenen Werk Geognostische Uebersicht des südlichen Schwarzwaldes über die Geologie des Südschwarzwaldes und Hotzenwaldes fügte er eine auf eigenen Geländearbeiten beruhende, handkolorierte Karte bei.
Von 1824 bis 1873 gehörte er dem Grossen Rat des Kantons Basel bzw. Basel-Stadt an, von 1836 bis 1866 auch dem Kleinen Rat. In den Jahren 1842–1848 mehrfach Basler Gesandter zur Tagsatzung. Seine Grabstätte befindet sich auf dem Wolfgottesacker.
Sein Bruder Johann Rudolf Merian (1797–1871) war Mathematiker und Politiker. 1821 heiratete er Cécile Thurneysen (1798–1880). Das Paar hatte mehrere Kinder:
- Rudolf (1823–1872), Ingenieur, seit 1866 Stadtrat
- Emilie (* 1822) ⚭ Karl Georg Von der Mühll, Eltern von Karl von der Mühll
- Elisabeth (* 1825) ⚭ Emil Thurneysen, Fabrikant
- Cécile (1835–1916) ⚭ Dr. Karl Rudolf Stehlin, Notar, Präsident des Basler Bankvereins, Präsident des Ständerats

## Ehrungen
Im Jahr 1862 wurde er zum Mitglied der Deutschen Akademie der Naturforscher Leopoldina, im selben Jahr zum Ehrenmitglied der Göttinger Akademie der Wissenschaften und 1864 zum auswärtigen Mitglied der Bayerischen Akademie der Wissenschaften gewählt. 1869 wurde er Ehrenmitglied des Vereins für vaterländische Naturkunde in Württemberg. Er war Mitglied der Gesellschaft Deutscher Naturforscher und Ärzte.
1876 wurde bei Ferdinand Schlöth für die Aula des Museums an der Augustinergasse eine Denkmalbüste von Peter Merian in Auftrag gegeben.

## Schriften
- Uebersicht der Beschaffenheit der Gebirgsbildungen in den Umgebungen von Basel mit besondrer Hinsicht auf das Juragebirge im Allgemeinen. Basel, in der Schweighauser'schen Buchhandlung, 1821 (Google Books).
- Geognostische Uebersicht des südlichen Schwarzwaldes, mit Karte, 1831
- Übersicht des Zustandes unserer Kenntnis der Naturkunde des Kantons Basel. Wieland, Basel 1826.
- Über eine marine Tertiärformation im Randen. In: Verhandlungen der Basler Naturforschenden Gesellschaft. Band 8. 1849.
- Geschichte der Naturforschenden Gesellschaft in Basel während der ersten fünfzig Jahre ihres Bestehens. Buchdruckerei von C. Schultze, Basel 1867, S. 1–52 (Google Books).
- Die Mathematiker Bernoulli. Schweighauser'sche Universitäts-Buchdruckerei, Basel 1860. (Google Books).